# Seuls au bout du monde
Seuls au bout du monde (ou Famille Robinson - Seuls au bout du monde au Québec ; Stranded) est une mini-série américaine réalisée par Charles Beeson et diffusée en 2002 sur Hallmark Channel. C'est une adaptation du livre Le Robinson suisse de Johann David Wyss.

## Synopsis
David Robinson est envoyé en colonie pénitentiaire accompagné par sa femme Lara et ses quatre enfants, Fritz, Ernst, Jacob et Sarah. À la suite d'une tempête, la famille échoue sur une île non habitée. Jacob est séparé de sa famille lors du naufrage car il a pu monter dans une des chaloupes guidée par le commandant en second Thomas Blunt. Tels des robinsons, ils s'adaptent à leur nouvelle vie et font la connaissance d'un Indigène nommé Namatiti. Pendant 7 ans ils vivent sans nouvelle de leur fils, jusqu'au retour de Thomas Blunt, et des anciens marins de leur navire devenus pirates, auprès duquel Jacob a été élevé.

## Fiche technique
- Titre original : Stranded
- Titre français : Seuls au bout du monde
- Titre québécois : Famille Robinson: Seuls au bout du monde
- Réalisation : Charles Beeson
- Scénario : 
  - Anton Diether (adaptation)
  - Greg Dinner, Dominic Minghella et Chris Harrald (teleplay).
- Histoire : Johann David Wyss d'après son roman Le Robinson suisse.
- Directeur artistique : Lek Chaiyan Chunsuttiwat et Peter Russell
- Chef décorateur : Gary Williamson
- Costumes : Alfonsina Lettieri
- Maquillage : Roseann Samuel (hair designer, makeup designer)
- Photographie : Ryszard Lenczewski
- Montage : David Blackmore
- Musique : Stanislas Syrewicz
- Production : 
  - Producteur : Dyson Lovell
  - Producteur exécutive : Robert Halmi Sr.
  - Line producteur : Charles Salmon
- Société(s) de production : Hallmark Entertainment, Mat II Productions, RTL
- Pays de production :  États-Unis
- Langue originale : anglais
- Format : couleur
- Genre : aventure, drame
- Durée : 173 minutes
- Dates de première diffusion : 
  - États-Unis : 15 juin 2002 et 16 juin 2002 sur Hallmark Channel
  - France : 21 avril 2003 sur M6

## Distribution
- Liam Cunningham : David Robinson
- Brana Bajic (en) : Lara Robinson
- Jesse Spencer : Fritz Robinson
- Neil Newbon : Ernst Robinson
- Andrew Lee Potts : Jacob Robinson
- Charlie Lucas : Jacob (jeune)
- Emma Pierson : Sarah Robinson
- Bonnie Wright : Sarah (jeune)
- Roger Allam : Thomas Blunt
- Rided Lardpanna : Namatiti
- Jenna Harrison : Emily Montrose
- Rupert Holliday-Evans (en) : Roberts
- Francis Magee : Pickles
- George Costigan (en) : Quirk
- James Embree : Violent prisonnier
- Geoff Morris : homme de la Royal Navy
- Tracey Murphy : Molly
- David Yelland : Capt. Montrose